# Zeami (krater)
Zeami är en nedslagskrater på planeten Merkurius, med en diameter på ungefär 129 kilometer.
1976 uppkallades kratern efter den japanske manusförfattaren Zeami Motokiyo.